# Judas Makkabäus

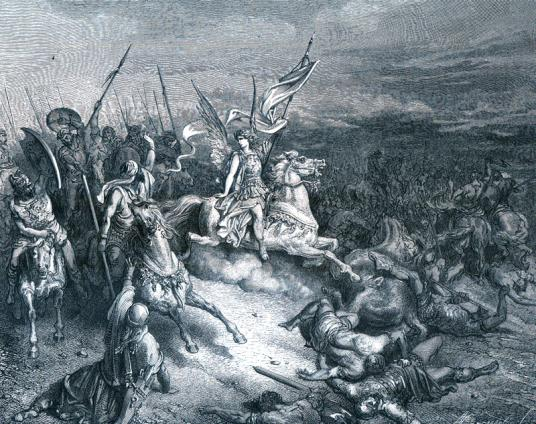
Historisierende Darstellung (Gustave Doré, 1866) des Judas Makkabäus inmitten seiner siegreichen Truppe

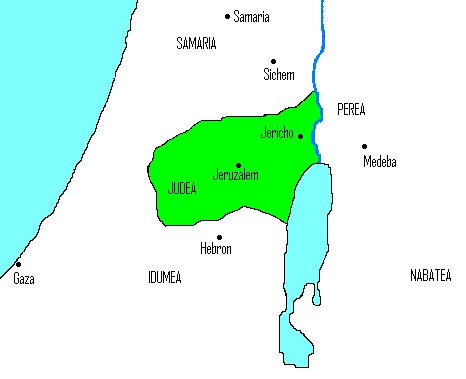
Judäa zur Zeit des Judas Makkabäus

Judas Makkabäus (hebräisch יְהוּדָה הַמַּכַּבִּי Jəhūdah ha-Makkabī, deutsch ‚Jehuda der Makkabäer‘; auch lediglich Juda oder Makabäus; gestorben 160 v. Chr. bei Elasa) war ein jüdischer Priester des 2. Jahrhunderts v. Chr.  und Anführer des nach ihm benannten Makkabäeraufstands.

## Name
Makkabäus ist die vom griechischen Makkabaios abgeleitete Form, was wiederum vom aramäischen Makkaba (Hammer) abgeleitet wird. Man hat die zugrundeliegenden hebräischen Buchstaben M-K-B auch als Akrostichon für die Anfangsbuchstaben der Worte mi kamoka baʿelim JHWH in Exodus, Ex 15,11  („Wer gleicht dir unter den Göttern, JAHWEH?“) interpretiert. MKB könnte zum Beispiel Losung der jüdischen Freiheitskämpfer gewesen sein, die zum Beinamen ihres Anführers wurde.

## Leben

### Herkunft
Judas entstammte der Familie der Hasmonäer, einer aaronitischen Priesterfamilie (Abteilung Jojarib). Sein Vater Mattatias war Initiator des Aufstands gegen die Herrschaft des Seleukidenkönigs Antiochos IV. Epiphanes und des Hohepriesters Menélaos.

### Befreiungskampf
Ausgangspunkt war der Aufstand der Juden gegen das Religionsedikt von Antiochos IV., das von den Juden unter Androhung strenger Strafen einen demonstrativen Abfall vom Glauben verlangte: sie sollten gezwungen werden, ein heidnisches Opfer zu vollziehen. Judas’ Vater Mattatias verweigerte das Opfer, tötete den königlichen Gesandten und setzte damit der Überlieferung zufolge das Signal für den Beginn eines Aufstands, der 167 v. Chr. als Partisanenkrieg begann und 165 v. Chr. mit der Eroberung Jerusalems endete.
Nach dem Tod seines Vaters Mattatias 166 v. Chr. erscheint Judas als Führer der Aufständischen. Erste in offener Feldschlacht gegen das seleukidische Heer errungene militärische Erfolge bei Emmaus und Beth-Sur veranlassen den seleukidischen Reichsverweser Lysias, mit den Aufständischen Verhandlungen aufzunehmen und einen Waffenstillstand zu vereinbaren.
Ergebnis der Verhandlungen ist ein Angebot von Antiochos IV. Es beinhaltet (2 Makk 11,27-33 ):
- Aufhebung des Religionsedikts
- Amnestie für die Aufständischen

### Sieg und Tempelweihe
Der Hohepriester Menelaos sollte jedoch im Amt verbleiben, eine Bedingung, die den Aufständischen nicht akzeptabel erschien, da Menelaos für sie die Verkörperung von Abfall und Frevel war. Außerdem mussten sie befürchten, nach Niederlegung der Waffen von gemäßigteren Gruppen gewissermaßen als „Terroristen“ geopfert zu werden.
Judas ergriff daher überraschend die Initiative und eroberte Jerusalem im Handstreich. Nur eine seleukidische Garnison hielt sich noch in der Davidsstadt. Er ließ den heidnischen Altarstein im Tempel zerstören und am 25. Kislew im Dezember 164 v. Chr. den Tempel feierlich neu weihen. Dieses Ereignis wird von den Juden bis heute an Chanukka, dem Lichterfest, gefeiert.
Der Einnahme Jerusalems folgten Kriegszüge in den Gebieten der Idumäer und Ammoniter sowie in Galiläa und Peräa, die teils der Gebietssicherung, teils dem Schutz der dort ansässigen jüdischen Bevölkerung dienten. Teil dieser Maßnahmen waren Umsiedlungsaktionen von Juden aus Galiläa und dem Ostjordanland ins jüdische Kernland. Den Umgesiedelten wurde dabei das Land enteigneter Anhänger der Seleukiden und des Menelaos zugewiesen.

### Niederlage und Tod
Nach dem Tod von Antiochos IV. im November (164 v. Chr.) versuchte Lysias, der seleukidische Reichsverweser und Vormund des noch unmündigen Antiochos V., erneut, zu einem Frieden mit den Aufständischen zu gelangen. Wieder musste Judas befürchten, dass bei einer Verständigung zwischen den jüdischen Frommen, den Hasidäern („Chassidim“), und den Seleukiden seine Anhänger und namentlich die Anführer und Aktivisten des Freiheitskampfes an den Rand gedrängt und eventuell später verfolgt werden würden. Er beschloss daher, gegen die in Jerusalem verbliebene seleukidische Garnison vorzugehen, und begann eine Belagerung der Davidsstadt.
Die seleukidische Seite kam daraufhin zu der Überzeugung, dass ein verlässlicher Friede und eine Rückkehr zum Status quo ante (inklusive regelmäßiger Steuerleistung aus Judäa) nicht möglich sei, und suchte die militärische Entscheidung. Im Jahre 163 v. Chr. erlitt die jüdische Streitmacht unter Judas’ Führung bei Beth-Sacharja eine vernichtende Niederlage. Auch das von Judas befestigte Beth-Sur fiel in die Hände der Seleukiden. Nur auf dem Tempelberg hielten noch einige Aufständische der Belagerung stand.
Eigentlich wäre hier das Ende des Aufstandes gekommen, hätte sich Lysias nicht durch innere Schwierigkeiten zu einer schnellen Einigung mit den Juden gezwungen gesehen. Er schloss mit den Hasidäern Frieden, ein für beide Seiten akzeptabler neuer Hoherpriester namens Alkimos wurde eingesetzt, und Menelaos wurde hingerichtet. Allerdings verblieb die seleukidische Besatzung in Jerusalem, und die Befestigungen des Tempelberges wurden geschleift.
Judas, seine Brüder und die Führer des Aufstandes mussten flüchten. Es folgte erneut ein Partisanenkrieg mit Terror und Gegenterror. Insbesondere auf dem flachen Land fielen tatsächliche und vermeintliche Anhänger des Alkimos den Partisanen des Judas zum Opfer. Um diesen Übergriffen ein Ende zu machen, wurde eine seleukidische Streitmacht unter dem Feldherrn Nikanor gegen Judas entsandt. In der Schlacht bei Adasa im März 161 v. Chr. verlor Nikanor jedoch sowohl Schlacht als auch Leben. Der Tag des Sieges, der 13. Adar, ging als Nikanortag in den jüdischen Kalender ein.
Schwerer als der Sieg gegen eine verhältnismäßig kleine Streitmacht wog der Einfluss Roms, das sich im Osten immer stärker Geltung verschaffte. Ein im 2. Makkabäerbuch (11,34-38 ) überlieferter Brief einer damals (164 v. Chr.) in Antiochien weilenden römischen Gesandtschaft an die Führer der Juden stellt eine freche Einmischung in innere Angelegenheiten des Seleukidenreiches und eine implizite Anerkennung der jüdischen Aufständischen dar. Judas ergriff die Gelegenheit und schickte im Sommer 161 v. Chr. eine Gesandtschaft nach Rom. Einer dieser Gesandten war Eupolemos, Sohn des Jochanan und Verfasser einer jüdischen Geschichte in griechischer Sprache. Ergebnis der Verhandlungen in Rom war ein Vertrag über gegenseitige Waffenhilfe (1 Makk 8,17-32 ). Dieser Vertrag, kurzfristig politisch klug, bildete langfristig einen von mehreren Ansatzpunkten für römische Einmischung in Judäa.
Angesichts dieser Situation entschloss sich der seleukidische König Demetrios I. zum militärischen Befreiungsschlag. Er sandte ein großes Heer unter dem Feldherrn Bakchides nach Judäa. Im März 160 v. Chr. fiel Judas in der Schlacht bei Elasa, nachdem sich sein Heer angesichts der feindlichen Übermacht bereits weitgehend aufgelöst hatte. Rom sah zu mehr als verbalen Aktionen keine Veranlassung.

## Wirkungsgeschichte
In der Zeit der Karolinger, also um das 9. Jahrhundert, avancierte Judas Makkabäus zum Krieger-Märtyrer, der zur Mobilisierung gegen die Ungarn instrumentalisiert wurde.
Und auch 1095 stellte Papst Urban II. den Kreuzrittern Judas Makkabäus als leuchtendes Vorbild dar. Um 1390 wurde Judas Makkabäus als einer der Neun Guten Helden am Sommerhaus in Schloss Runkelstein dargestellt.
Des Weiteren finden sich in der abendländischen Kulturgeschichte zahlreiche künstlerische Umsetzungen, so beispielsweise das gleichnamige Oratorium von Georg Friedrich Händel.